# Бол (Брач)
Бол је насељено место и седиште општине у Сплитско-далматинској жупанији, на острву Брачу, Република Хрватска.

## Географија
Несеље се налази на јужној обали Брача, па подножју Видове горе и Дражева брда. Настало је на месту насеља из римског доба (антички натписи, новац, керамика). Становништво се претежно баливо виноградарством и рибарством. Због пространих плажа (Златни рат) и пијаће воде Бол је постао врло посећено туристичко место, тако да је данас туризам једно од главних занимања у месту.
Међу културно исоријским споменицима најстарија је црква Св. Ивана (вероватно из XI века) и црква доминиканског самостана из XV века.

## Етимологија
Назив Бол изведен је од латинског Vallum што значи „укоп”, „земљани бедем” или „земљом утврђено насеље”.

## Историја

### Праисторијски период и стари век
Острво Брач, на коме је смештено ово насеље било је насељено још у праисторијско доба, вероватно у Мезолитском периоду, а сигурно током Неолита, тј. крајем III. века п. н. е. праиндоевропским становништвом које се доминантно бавило сточарством. У II. веку н.е. острво ће населити индоевропски Илири.

### Средњи век
У периоду између VIII. и IX. века Неретвански Хрвати долазе на ово подручје потискујући старосједилачке романизоване Илире. Острво је у то доба било под Франачком влашћу, почетком IX. века пада под контролу Млечана а средином века острво се налази у саставу Хрватске државе којом је владао Петар Крешимир IV. 
У XII. веку, ове области су формално биле под Византијом, али су њима управљали Млечани. За време краља Коломана, 1107. године, Брач је био у саставу хрватско-угарске државе. Међутим, 1135. године Венеција осваја Брач, а око 1170. поново је кратко време под Византијом, јер је већ 1180. године поново у саставу Хрватско-угарске државе. Андрија II., хрватско-угарски краљ, даје Брач крчким кнезовима Франкопанима.
Тада Брач заузимају омишки гусари. Брачани моле Венецију за заштиту, што им је и одобрено. Тако су 1. априла 1278. ове области дошле под власт Венеције, која је трајала до 1358. Исте године Брач је поново ушао у састав Хрватско-угарске државе. Ипак, Брач често мења власника. Тако је 1390. године острво било под заштитом босанског краља Твртка I, 1394. године њиме је владао хрватско-угарски краљ Жигмунд, 1403. године острвом је завладао Хрвоје Вукчић, а 1413. године долази под власт Дубровника.
Коначно, 1420. године, Млечани освајају Брач и владају њиме до 1797. године, односно до пада Венеције. Венеција је формално поштовала дотадашње комунално уређење и напустила све облике комуналне самоуправе, али је у пракси деловала у складу са својим законима и веома интензивно се мешала у унутрашње ствари комуне уз помоћ своје бирократије. Укинула је одредбе обичајног права и увела заједничко законодавство под управом генералног провидора. Брачки кнезови су углавном били осиромашени млетачки племићи који су на острво долазили да се обогате. Сузили су комуналну самоуправу и понашали се бахато.
Као насеље, Бол се први пут спомиње 10. Октобра 1475. године у акту којим је кнез Захарија поклонио полуострво Главицу Доминиканцима.

### Нови век
Падом Венеције, Брачани су сматрали да су ослобођени свих обавеза и да су сада слободни. Међутим, исте године Аустрија је заузела ове области и владала њима до 1805. године. Пожунским миром 1805. године ова област је дошла под француску управу, која је увела многе економске реформе. Племство се укида, школе се оснивају.
У децембру 1806. Руси су заузели Брач, али су се већ средином 1807. Французи поново вратили, али и даље нису имали мира. Енглески бродови су два пута напали острво, 1811. и 1812. године. У јуну 1811. енглеска корвета је напала Бол, уништила неколико бродова у луци и одвукла богат плен жита, уља и вина на острво Вис.
Након пада Наполеона, Брач је поново дошао под аустријску власт 7. јула 1814. године. 1823. године дошло је до нове територијалне поделе острва. Брач је подијељен на седам општина, међу којима је и општина Бол.
Предстојала је дуга и тешка борба за хрватски језик, за уједињење са Хрватском. Болски народњаци су коначно успели да освоје власт у општини 1883. године.

### Други светски рат
1941. године Партизани су провалили у војни магацин смјештен у Болу и запленили оружје и војничку опрему коју су тамо затекли: 2 пушкомитраљеза, 16 војничких пушака, 20 бомби, 4 сандука са муницијом као и опрему за 12 војника. Одузето оружје и опрема који су тамо затечени сакривени су привремено у поткровље мјесне цркве, а потом пренешени у једну шпиљу. Због овога је наређено хапшење истакнутих Бољана који су 17. јула одбјегли из Бола. Тако се убрзо формира прва ударна оружана група на Брачу. Усташка власт се уз помоћ постојеће жандамерије покушала обрачунати са групом, али није успјела у томе. 4. Августа на Брач долази усташка казнена експедиција која блокира Бол, претреса терен и хапси десетак грађана али ни она не успјева зауставити ударну групу јер је Народноослободилачки покрет већ тада уживао велику подршку народа. Ударна група под вођством Јосипа Маринковића Бепа је почетком 1942. године извршила прву оружану акцију: Напала је три жандарма која су се враћала из Бола за Селца и Пучишће. Том приликом ликвидиран је жандамеријски заповедник који је одговорио ватром, док су се остала два предала. Тада су заплењене 3 пушке, 1 револвер, 2 бомбе, око 600 метака и 50 килограма хране. 22. Јуна 1942. из ове и осталих ударних група које су се оформиле на Брачу основана је чета брачких партизана.

### Данашњица
До територијалне реорганизације у Хрватској општина Бол налазила се у саставу старе општине Брач.

## Становништво
На попису становништва 2011. године, општина Бол је имала 1.630 становника, од чега у самом Болу 1.609.

### Општина Бол
| Број становника по пописима | Број становника по пописима | Број становника по пописима | Број становника по пописима | Број становника по пописима | Број становника по пописима | Број становника по пописима | Број становника по пописима | Број становника по пописима | Број становника по пописима | Број становника по пописима | Број становника по пописима | Број становника по пописима | Број становника по пописима | Број становника по пописима | Број становника по пописима |
| --------------------------- | --------------------------- | --------------------------- | --------------------------- | --------------------------- | --------------------------- | --------------------------- | --------------------------- | --------------------------- | --------------------------- | --------------------------- | --------------------------- | --------------------------- | --------------------------- | --------------------------- | --------------------------- |
| 1857                        | 1869                        | 1880                        | 1890                        | 1900                        | 1910                        | 1921                        | 1931                        | 1948                        | 1953                        | 1961                        | 1971                        | 1981                        | 1991                        | 2001                        | 2011                        |
| 1.698                       | 1.631                       | 1.872                       | 1.960                       | 2.095                       | 2.101                       | 1.628                       | 1.491                       | 1.179                       | 1.143                       | 1.066                       | 1.101                       | 1.113                       | 1.507                       | 1.661                       | 1.630                       |

Напомена: Настала из старе општине Брач. У 1857, 1869. и 1921. део података садржан је у општини Нережишћа.

### Бол (насељено место)
| Број становника по пописима | Број становника по пописима | Број становника по пописима | Број становника по пописима | Број становника по пописима | Број становника по пописима | Број становника по пописима | Број становника по пописима | Број становника по пописима | Број становника по пописима | Број становника по пописима | Број становника по пописима | Број становника по пописима | Број становника по пописима | Број становника по пописима | Број становника по пописима |
| --------------------------- | --------------------------- | --------------------------- | --------------------------- | --------------------------- | --------------------------- | --------------------------- | --------------------------- | --------------------------- | --------------------------- | --------------------------- | --------------------------- | --------------------------- | --------------------------- | --------------------------- | --------------------------- |
| 1857                        | 1869                        | 1880                        | 1890                        | 1900                        | 1910                        | 1921                        | 1931                        | 1948                        | 1953                        | 1961                        | 1971                        | 1981                        | 1991                        | 2001                        | 2011                        |
| 1.698                       | 1.631                       | 1.723                       | 1.795                       | 1.901                       | 1.894                       | 1.628                       | 1.350                       | 1.070                       | 1.026                       | 951                         | 1.021                       | 1.076                       | 1.478                       | 1.647                       | 1.609                       |

### Попис1991.
На попису становништва 1991. године, насељено место Бол је имало 1.478 становника, следећег националног састава:
| Попис 1991.‍   | Попис 1991.‍  | Попис 1991.‍ | Попис 1991.‍ | Попис 1991.‍ |
| ------------- | ------------ | ----------- | ----------- | ----------- |
|               |              |             |             |             |
| Хрвати        | Хрвати       |             | 1.331       | 90,05%      |
| Срби          | Срби         |             | 47          | 3,17%       |
| Југословени   | Југословени  |             | 33          | 2,23%       |
| Муслимани     | Муслимани    |             | 11          | 0,74%       |
| Албанци       | Албанци      |             | 9           | 0,60%       |
| Немци         | Немци        |             | 6           | 0,40%       |
| Пољаци        | Пољаци       |             | 2           | 0,13%       |
| Турци         | Турци        |             | 1           | 0,06%       |
| остали        | остали       |             | 1           | 0,06%       |
| неопредељени  | неопредељени |             | 17          | 1,15%       |
| регион. опр.  | регион. опр. |             | 11          | 0,74%       |
| непознато     | непознато    |             | 9           | 0,60%       |
| укупно: 1.478 |              |             |             |             |

## Управа
Начелница општине Бол је Катарина Марчић, ступила је на ту дужност 20. Маја 2021. године.
Функцију председника општинског вијећа обавља Тончи Буљан. Општинско вијеће у своме саставу има 9 чланова. Општинско вијеће Општине Бол тијело је локалне самоуправе које у оквиру својих права и дужности доноси акте, те обавља друге послове у складу са законом и Статутом Општине. Мандат чланова вијећа траје четири године.

## Галерија
- Лучица
- Поглед са Видове горе
- Детаљ из луке
- Центар Бола и римокатоличка црква
- Црква Светог Ивана из XI veka